# أنيس صايغ
أنيس عبد الله صايغ (3 نوفمبر 1931 - 25 ديسمبر 2009) كاتب، باحث ومفكر عربي، رأس مركز الأبحاث الفلسطيني وكان صاحب فكرة مشروع الموسوعة الفلسطينية. حاولت إسرائيل اغتياله عام 1972 بطرد مفخخ أصيب من جرائه بضعف نظر وبتر بعض أصابعه.

## حياته
ولد أنيس صايغ عام 1931 في طبريا وكان والده قسيسًا إنجيليًا هاجر إلى فلسطين من سوريا وأم مولودة في فلسطين لأب لبناني الأصل وأم فلسطينية. بدأ تعليمه الثانوي في مدرسة صهيون الداخلية في القدس، لكن إثر النكبة نزح وعائلته إلى صيدا في لبنان حيث أنهى الثانوية في مدرسة الفنون الإنجيلية فيها. درس العلوم السياسية في الجامعة الأميركية في بيروت ونشر عدة مقالات في جريدة الحياة، نال شهادة البكالوريوس عام 1953 وكتب، بعد تخرجه، لصحيفة الحياة والأسبوع العربي ونشر مؤلفه الأول لبنان الطائفي. التحق بجامعة كامبريدج عام 1959 لإكمال دراسته فحصل على الدكتوراه في العلوم السياسية والتاريخ العربي و عُيّن في جامعة كامبردج أستاذاً في دائرة الأبحاث الشرقية. عاد إلى بيروت عام 1964 وعمل مديراً لتحرير القاموس الإنكليزي – العربي الذي موّلته مؤسسة فرانكلين حتى عام 1966 حين استقال من منصبه احتجاجاً على اعتراض فرانكلين على مضمون ندوة ألقاها في النادي الثقافي العربي. في نفس العام التقى رئيس منظمة التحرير الفلسطينية أحمد الشقيري عارضاً عليه فكرة إنشاء موسوعة فلسطينية، وانتهى اللقاء بتعيينه رئيساً لمركز الأبحاث التابع لمنظمة التحرير خلفاً لأخيه فايز صايغ الذي أسس المركز عام 1965.

## أعماله

### تأليفا[8][9][10][11]
- لبنان الطائفي، دار الصراع الفكري، بيروت، 1955.
- الأسطول الحربي الأموي في البحر الأبيض المتوسط، بيروت، 1956
- جدار العار، بيروت، 1956.
- سوريا في الأدب المصري القديم، بيروت، 1957.
- الفكرة العربية في مصر، بيروت، 1959.
- تطور المفهوم القومي عند العرب، دار الطليعة، بيروت، 1961.
- من فيصل الأول إلى جمال عبد الناصر: في مفهوم الزعامة السياسية، المكتبة العصرية، بيروت، 1965.
- الهاشميون والثورة العربية الكبرى، دار الطليعة، بيروت 1966.
- الهاشميون وقضية فلسطين، المكتبة العصرية، بيروت 1966.
- فلسطين والقومية العربية، مركز الأبحاث الفلسطيني، بيروت 1967.
- ميزان القوى العسكري بين العرب وإسرائيل، مركز الأبحاث الفلسطيني، بيروت، 1967.
- بلدانية فلسطين المحتلة: 1948 - 1967، مركز الأبحاث الفلسطيني، بيروت 1968.
- المستعمرات الإسرائيلية منذ 67، مركز الأبحاث الفلسطيني، بيروت، 1969.
- الجهل بالقضية الفلسطينية: دراسة في معلومات الجامعيين العرب عن القضية الفلسطينية، بيروت، 1970.
- رجال الساسة الإسرائيليون، بيروت 1970.
- 13 أيلول. الخطأ والصواب - ذكريات العام 2000، بيروت، 1994.
- ملف الإرهاب الصهيوني، بيروت، 1996.
- الوصايا العشر للحركة الصهيونية، مركز الإسراء للدراسات والبحوث، بيروت، 1998.
- نصف قرن من الأوهام، بيروت، 1999.
- أنيس صايغ عن أنيس صايغ، رياض الريس للكتب والنشر، بيروت، 2006.

### ترجمة[10]
- فن الصحافة، بيروت 1958.
- قمح الشتاء، بيروت 1958.
- مقالات في القضية الفلسطينية، بيروت 1956.
- المؤسسات والنظم الأمريكية، بيروت 1964.

### مشاركة في التحرير[10]
- الموسوعة العربية الميسرة، مؤسسة فرانكلين، القاهرة 1965.
- قاموس الكتاب المقدس، مركز الأبحاث الفلسطيني، بيروت، 1967.
- دراسات فلسطينية، (بالألمانية)، مركز الأبحاث الفلسطيني، بيروت، 1967
- يوميات هرتزل، مركز الأبحاث الفلسطيني، بيروت، 1967.
- من الفكر الصهيوني، مركز الأبحاث الفلسطيني، بيروت، 1968.
- فلسطينيات ج1،ج2، مركز الأبحاث الفلسطيني، بيروت، سنة 1968-1969.
- الفكرة الصهيونية-النصوص الأساسية، مركز الأبحاث الفلسطيني، بيروت، 1970.
- العمليات الفدائية خارج فلسطين المحتلة، مركز الأبحاث الفلسطيني، بيروت، 1970.

### رئاسة تحرير[10]
- مجلة العلية، بيروت، 1956-1959.
- سلسلة اليوميات الفلسطينية، من المجلد 2- 11، مركز الأبحاث الفلسطيني، بيروت،1966-1970.
- مجلة شؤون فلسطينية من 1/3/1971 حتى نيسان 1977.[12]

## وفاته
توفي يوم الجمعة الموافق 25 ديسمبر 2009 في عمان الأردن عن عمر 78 عام.

## وصلات خارجية
- أنيس صايغ على موقع أرشيف الشارخ.
- حول كتاب انيس الصايغ عن انيس الصايغ على الجزيرة الفضائية بتاريخ 3-6-2009